# Los Ingenios
Los Ingenios är en ort i Mexiko.   Den ligger i kommunen Cihuatlán och delstaten Jalisco, i den södra delen av landet, 600 km väster om huvudstaden Mexico City. Los Ingenios ligger 46 meter över havet och antalet invånare är 253.
Terrängen runt Los Ingenios är kuperad österut, men västerut är den platt. Havet är nära Los Ingenios åt sydväst.  Närmaste större samhälle är San Patricio, 10,5 km sydost om Los Ingenios. I omgivningarna runt Los Ingenios växer i huvudsak lövfällande lövskog.